# 국가방위부

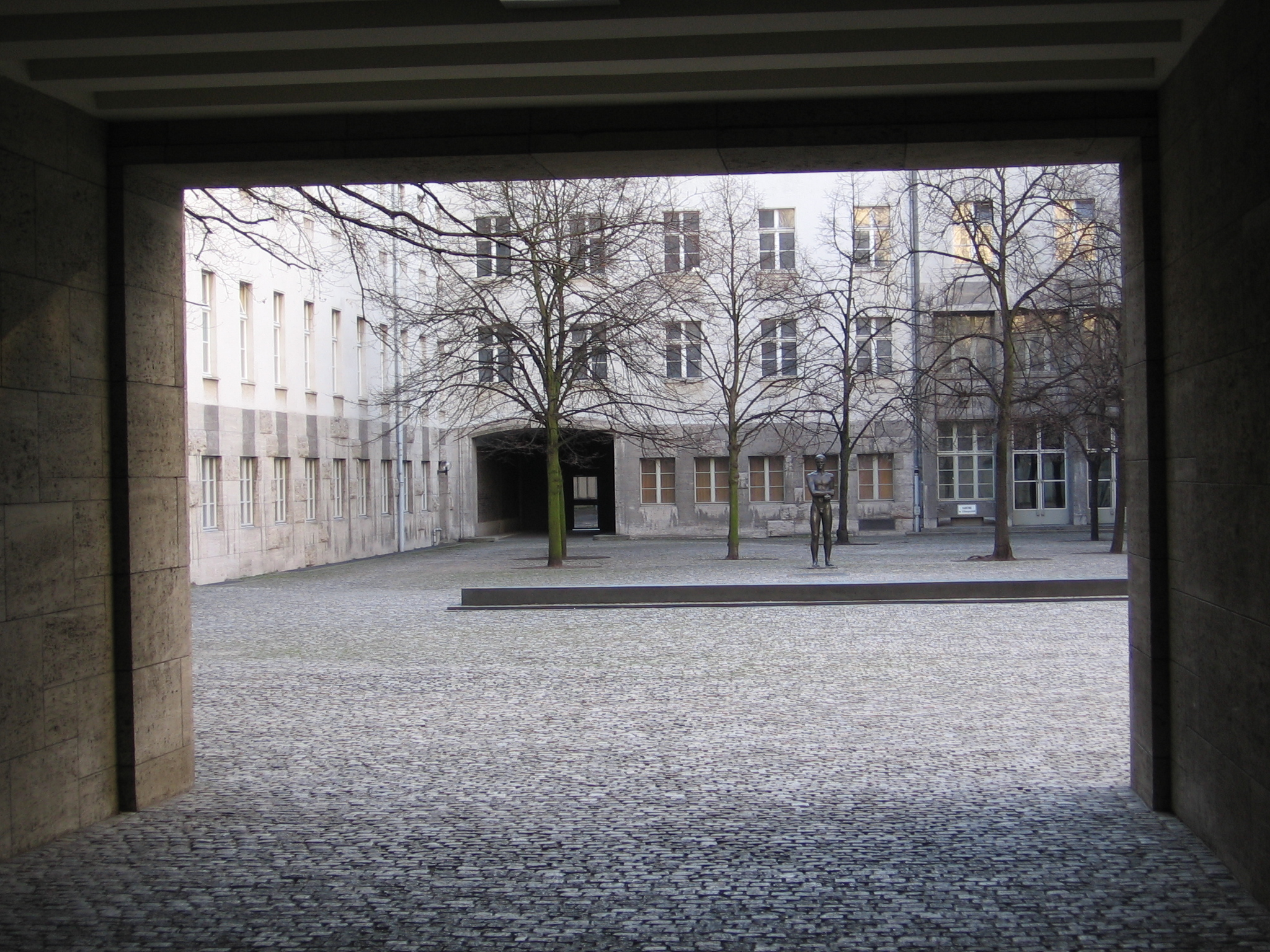
벤들러블록 입구.

국가방위부(國家防衛部, 독일어: Reichswehrministerium 라이히스베어미니스테리움[*])는 바이마르 공화국의 군무를 맡은 정부부처이다. 1919년 입헌된 바이마르 헌법은 새로이 창설된 국가방위군을 조율할 통합 부처를 만들도록 했고, 1919년 10월 프로이센 전쟁성과 독일 국가해군청을 전신으로 하여 국가방위부가 출범하였다. 청사는 벤들러블록이었다.
아돌프 히틀러가 권력을 잡은 뒤인 1935년 5월 21일 국가전쟁부(독일어: Reichskriegsministerium)로 개명되었고, 1938년 폐지된 뒤 국방군 최고사령부로 대체되었다.

## 관료 목록
장관
1. 구스타프 노스케 - 1919년 2월 13일 ~ 1920년 3월 22일 (SPD)
2. 오토 게슬러 - 1920년 3월 27일 ~ 1928년 1월 19일 (DDP)
3. 빌헬름 그뢰너 - 1928년 1월 20일 ~ 1932년 5월 30일 (무소속)
4. 쿠르트 폰 슐라이허 - 1932년 1월 1일 ~ 1933년 1월 28일 (무소속)
5. 베르너 폰 블롬베르크 - 1933년 1월 30일 ~ 1938년 1월 27일 (무소속)
6. (사실상) 빌헬름 카이텔 - 1938년 2월 4일 ~ 1945년 5월 8일 (무소속)

육군지휘부 총장기(1925년 ~ 1927년)

육군지휘부 총장기(1927년 ~ 1933년)

육군지휘부 총장(Chefs der Heeresleitung)
1. 발터 라인하르트
2. 한스 폰 젝트
3. 빌헬름 하이에
4. 쿠르트 폰 하메르슈타인에쿠오르트
5. 베르너 폰 프리트슈 남작

해군지휘부 총장(Chef der Marineleitung)
1. 아돌프 폰 트로타
2. 빌리암 미하엘리스
3. 파울 베흔케
4. 한스 쳉커
5. 에리히 레더

각료청장(Heads of the Ministeramts)
1. 쿠르트 폰 슐라이허
2. 페르디난트 폰 브레도브
3. 발터 폰 라이헤나우